# Donatia novae-zelandiae
Donatia novae-zelandiae is een soort uit het geslacht Donatia.

## Determinatie
Donatia novae-zelandiae is een vaste plant die relatief afgeplatte kussens vormt. Uit de bladoksels groeien dichte plukjes van witte, 2–3 mm lange haren. De bloei vindt plaats van januari tot maart.

## Ecologie
Donatia novae-zelandiae komt vooral voor in natte heiden, boven de 800 m.

## Verspreiding
Het verspreidingsgebied van Donatia novae-zelandiae omvat Tasmanië en Nieuw-Zeeland.